# R-77

R 77 Varianti

Il missile Vympel R-77 noto come AA-12 Adder (designazione NATO) in occidente, è un missile a guida radar attiva di origine russa, ovvero un missile a guida radar che non necessita l'illuminazione costante del bersaglio da parte dell'aereo vettore.
Questa tecnica sviluppata per prima negli Stati Uniti con il missile AIM-54 Phoenix (e successivamente con l'AIM-120 AMRAAM) permette il lancio e la diversione del caccia attaccante al termine dell'acquisizione dati da parte del missile (dotato di un radar di ricerca ed attacco nella parte anteriore dell'ogiva).
Per la parte iniziale del volo, il missile viene guidato da un dispositivo inerziale, aggiornato via datalink sicuro dall'aereo lanciatore.
La gittata massima in condizioni ottimali (ingaggio testa a testa ad alta quota) è di 90 km.